# Daniel Collert
Per Daniel Gustaf Collert, tidigare Persson, född 1 november 1974 i Skärholmens församling i Stockholm, är en svensk filmproducent som var kronprinsessan Victorias pojkvän i åtta år (1993–2001), innan de lämnade varandra för Josefine Davidson respektive Daniel Westling.
Collerts biologiska föräldrar var professor Staffan Persson (1933–1984) och psykologen Anna C. Persson (1939–1993), en av de första kvinnorna att uppmärksamma jämställdhetsfrågor inom finansbranschen. Hans far gick bort när han var 10 år gammal. Hans mor gifte om sig med Göran Collert som adopterade Daniel när mamman blev sjuk i cancer. Hon dog när Daniel Collert var 18 år gammal.
Efter många år i New York med studier på bland annat Lee Strasberg Theatre and Film Institute och med en kandidatexamen (Bachelor of Fine Arts) från Columbia University började Collert arbeta på Röda korset, där han verkade i drygt två år innan han återvände till Sverige.
Collert är delägare i Collert Aalam Film (CAF), Isis Cataegis Pictures (ICP), Lindmark Collert Aalam (LCA) och det år 2010 likviderade Daniel Collert Production (DCP). Under sin tid i Sverige har han producerat filmerna Rånarna, Exit och Gangster, helt utan förhandsstöd från Svenska Filminstitutet.